# Acanthocyclops morimotoi
Acanthocyclops morimotoi – gatunek widłonoga z rodziny Cyclopidae. Nazwa naukowa gatunku została po raz pierwszy opublikowana w 1952 roku przez japońskiego biologa Takashiego Ito.